# Confracourt
Confracourt é uma comuna francesa na região administrativa de Borgonha-Franco-Condado, no departamento de Alto Sona. Estende-se por uma área de 19,69 km². Em 2010 a comuna tinha 224 habitantes (densidade: 11,4 hab./km²).